# Qonaev
Qonaev (in kazako Қонаев?, pron. AFI: [qɔnɑjəf]), precedentemente nota come Qapşağai (in kazako Қапшағай?) o Kapčagaj (in russo Капчагай oppure Капшагай?, Kapšagaj; nella traslitterazione anglosassone Kapchagay), è una città autonoma (qalasy) del Kazakistan situata nella regione di Almaty, della quale è il capoluogo.
È sorta alla fine degli anni '60 nei pressi di Ilijsk, un insediamento ottocentesco sul fiume Ili risalente alla conquista russa dell'Asia centrale che sarebbe stato sommerso dalla costruzione della diga di Qapşağai ad opera della RSS Kazaka. Col completamento della diga nel 1970, la nuova città di Novoilijsk (in russo Новоилийск?) ne ha preso il nome. La diga ha formato il lago di Qapşağai, una meta popolare per i turisti di Almaty, nonché il più grande bacino idrico del Paese.
Nel 2022 è stata ribattezzata Qonaev, in onore del Primo Segretario (1960–86) del Partito Comunista del Kazakistan Dınmūhammed Qonaev, e promossa capoluogo di regione al posto di Taldyqorğan nel contesto dell'istituzione della vicina nuova regione di Jetısu operata dal Presidente kazako Qasym-Jomart Toqaev.

## Evoluzione demografica
Abitanti censiti